# Péter Baczakó
Péter Baczakó, född 27 september 1951 i Ercsi, död 2 april 2008 i Budapest, var en ungersk tyngdlyftare.
Baczakó blev olympisk guldmedaljör i 90-kilosklassen i tyngdlyftning vid sommarspelen 1980 i Moskva.